# Rhapsody in Blue
De Rhapsody in Blue is een compositie van de Amerikaanse componist en pianist George Gershwin.

## Ontstaansgeschiedenis
Paul Whiteman, gecharmeerd van Gershwin’s opera in één bedrijf, Blue Monday, onderdeel van de musical show George White's Scandals of 1922, had het plan om Gershwin een nieuw stuk in het jazz-idioom te laten schrijven.
Gershwin wilde aanvankelijk niet ingaan op Whitemans suggestie want hij had het veel te druk met de show Sweet Little Devil, die bij wijze van proef in Boston liep. Hij scheepte Whiteman af met de belofte er eens over na te denken, maar gaf geen bindende toezegging. Hoewel hij ook echt niet van plan was mee te werken aan het Whitemanconcert, hield het hem toch bezig. Toen hij op een party aan het improviseren was op de piano – tijdens party’s speelde hij alleen maar piano – viel hem de melodie te binnen die later het hoofdthema zou vormen voor het langzame gedeelte van de Rhapsody. Maar daar bleef het bij. Hij zette het project uit zijn hoofd.
Maar op gegeven ogenblik toen hij op de avond van 3 januari 1924 samen met zijn broer Ira en de zanger Buddy DeSylva een partijtje biljart in de Ambassador Billiard Parlor aan de 52e straat op Broadway in New York zat te spelen, las Ira bij toeval een aankondiging in de New-York Tribune waarop een concert werd aangekondigd van Paul Whiteman en zijn Palais Royal Band op 12 februari in de Aeolian Hall waarop nieuwe Amerikaanse muziek zou worden uitgevoerd. Het artikel meldde verder dat George Gershwin aan een jazzsymfonie voor dit concert zat te werken. Gershwin ging meteen aan de slag. Zijn eerste plan was om een symfonische blues te schrijven, maar dat verwierp hij snel weer omdat hij naar een grotere, belangrijkere vorm voor zijn werk zocht. Gershwin formuleerde zijn gedachten als volgt: “Er is zoveel gepraat over de beperkingen van jazz, om nog maar te zwijgen over de misverstanden omtrent haar functie. Jazz moet volgens de meeste mensen stipt in de maat blijven en zich binden aan dansritmes. Ik besloot zo mogelijk dit misverstand in één keer teniet te doen. Door dit doel geïnspireerd ben ik met ongewone snelheid te werk gegaan”. Gershwin koos voor de rapsodievorm omdat de elastische structuur ervan hem behoorlijk veel vrijheid gaf in de beperking van zijn thematisch materiaal. Het werk kreeg de titel American Rhapsody, maar Ira, die net een tentoonstelling van het werk van de kunstschilder James Whistler had bezocht en daar diens Nocturne in Blue and Green had bewonderd, stelde voor het stuk Rhapsody in Blue te noemen, wat uiteindelijk ook de titel werd.
Gershwin voltooide de rapsodie in een zetting voor twee piano’s op 7 januari 1924. Terwijl Gershwin bezig was met componeren, nam Ferde Grofé zijn intrek in Gershwins woning op de hoek van 110th Street en Amsterdam Avenue, waarheen de (complete) familie Gershwin verhuisd was sinds 1919. Het was Grofé’s taak, als vaste arrangeur van Whitemans band, om het werk te orkestreren, hij wist immers precies wie in de band wat allemaal kon spelen. Door het enorme tijdgebrek werd het stuk per vel geïnstrumenteerd. Zodra Gershwin een vel af had, nam Grofé het mee en ging direct aan de slag. Het manuscript van de versie voor twee piano’s bevat door Grofé geschreven aantekeningen betreffende de instrumentatie, met de namen van Whitemans solisten daartussen gekrabbeld, zodat Grofé tijdens zijn werk hun specifieke techniek en stijl voor de geest stond. De orkestratie van Grofé was 4 februari klaar. Twee jaar later maakte hij een versie voor piano en symfonieorkest.
Er bleef een week over om te repeteren. De eerste repetitie van de Rhapsody in Blue werd gehouden in de nachtclub van het Palais Royal rond het middaguur. Er waren dertig gasten uitgenodigd, waaronder Walter Damrosch. De reacties waren – zoals altijd – wisselend. Whiteman was ervan overtuigd dat de Rhapsody een “knock-outsucces zou worden”. De première was 12 februari 1924 in de Aeolian Hall met de componist aan de piano. Omdat dit concert op Lincolns geboortedag viel, heeft men het dikwijls ‘de emancipatieverklaring van de jazz’ genoemd. In de zaal zat een ratjetoe aan mensen. Vooraanstaande musici als Rachmaninov, Sousa, Stravinsky en Kreisler zaten naast songcomponisten, songverkopers en musicalsterren. Iedereen was behoorlijk opgefokt. Whiteman liep zenuwachtig heen en weer, mompelde wat en kon niets eten van de spanning. Gershwin was de enige die rustig en beheerst was.
Het programma bevatte niet minder dan elf nummers. Het was net als het publiek een ratjetoe. Er zat van alles in: naast de Rhapsody, die als een-na-laatst was gepland, was er ook een première van Victor Herberts Suite of Serenades, waren er semi-symfonische arrangementen van songs van Irving Berlin, improvisaties van pianist Zez Confrey en als klapper op de vuurpijl, helemaal op het eind na de Rhapsody, Elgars Pomp and Circumstance, No.1.
Het werd een groot succes en Whiteman ging met het programma op tournee door Amerika en Canada. De Rhapsody werd afwisselend gespeeld door Gershwin, Milton Rettenberg en Harry Perrella. Gershwin en Whiteman maakten van de Rhapsody in Blue een opname in juni 1924 voor het label Victor op een 78-toeren plaat. Wel behoorlijk ingekort anders pastte het niet op de plaat. Van de première op 12 februari bestaan geen opnames. Wel heeft Gershwin het 21 april 1927 nog een keer opgenomen met Whitemans band maar dan onder leiding van Nathaniel Shilkret, na een woordenwisseling over tempi en opvatting tussen Gershwin en Whiteman. De Rhapsody in Blue is uiteindelijk een van de meest iconische stukken voor orkest en piano geworden uit de 20e eeuw en ook een van de meest gespeelde. Het stippelde tevens de richting uit van symfonische jazz, een stijl uit de jaren twintig en dertig van de 20e eeuw. Symfonische jazz belichaamde de middelmaat-esthetiek, waarbij elementen van de hoge- en de lage cultuur werden vermengd in grappige stukken die over het algemeen geen hoge artistieke pretenties hadden. Het genre had ook sterke culturele associaties met New York, de thuisbasis van de meest zichtbare beoefenaars van symfonische jazz en de kenmerkende jazzstijlen die ze gebruikten.

## Instrumentatie (door Grofé voor het Palais Royal Orkest van Whiteman)

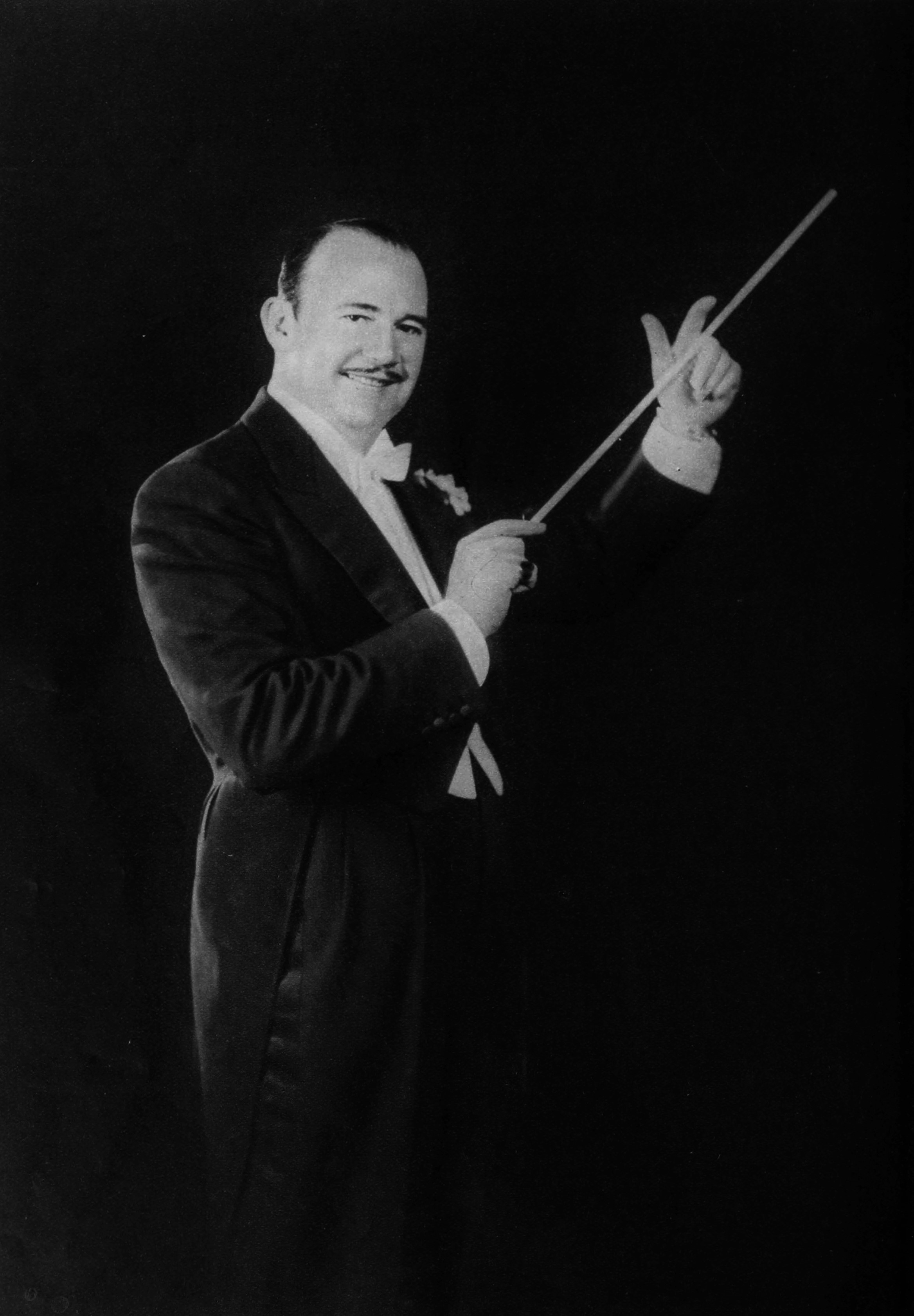
Paul Whiteman in 1934

- Paul Whiteman in 1934drie klarinetten (wisselen met andere rietinstrumenten)
- twee hoorns
- twee trompetten (wisselen met bugel)
- twee trombones (wisselen met bariton en bastrombone)
- acht violen (een violist wisselt met accordeon)
- twee contrabassen (een bassist wisselt met tuba)
- banjo
- slagwerk
- celesta
- piano (begeleidend, niet solist)
- solo-piano

Grofé week hier en daar van het origineel van Gershwin af. Zo wilde Gershwin bijvoorbeeld het openingsglissando van de klarinet begeleid hebben door een zacht akkoord, maar aan de noten en de ritmes veranderde Grofé zo goed als niets.
Het beroemde klarinetglissando waar het stuk mee opent is van Ross Gorman. Het was zijn voorstel om het glissando zo te spelen zoals het tegenwoordig nog steeds gespeeld wordt.

## Versies
Door Ferde Grofé werd het stuk drie maal georkestreerd voor piano en orkest, in 1924, in 1926 en ten slotte in 1942. Deze laatste orkestrale concertversie wordt heden ten dage nog steeds het meest uitgevoerd.
Het stuk bestaat tevens in een versie voor pianosolo, een versie voor twee piano's en arrangementen voor verschillende ensembles.

## Trivia
- De Rhapsody in Blue stond regelmatig in de Top 2000 van Radio 2 (Nederland) en geldt daarmee ook als de oudste notering in de lijst.
- Volgens Isaac Goldberg, die in 1931 de eerste biografie over Gershwin schreef, is het stuk ontstaan toen Gershwin vijf weken voor de première in de trein naar Boston zat en geïnspireerd werd door de geluiden van de trein, het staal en de rails.
- Het glissando van de (mede hierdoor) beroemde openingsmaat was een grapje van Ross Gorman, de virtuoze klarinettist uit Whitemans band. Tijdens de repetities voor de première hanteerde hij deze techniek om wat humor in de passage aan te brengen. Dit beviel Gershwin zo goed – hij moedigde Gorman aan het zo 'jankend' mogelijk te doen – dat het glissando is gebleven en in latere uitgaven aan de partituur werd toegevoegd.
- De Rhapsody in blue wordt gebruikt in de Disney animatiefilm Fantasia 2000, over een stukje van het drukke leven in een metropolis.
- Gershwin componeerde in 1931 ook nog een Second Rhapsody For Piano and Orchestra, ook bekend als Rhapsody in Rivets, een circa 14 minuten durend werk. Deze werd veel minder bekend. Ook hierin speelt de piano een prominente solistische rol.
- Donna Summer had in 1987 een hit met het nummer 'Dinner with Gershwin' (hoogste positie nr. 34 in de Top 40).

## NPO Radio 2 Top 2000
| Nummer met noteringen in de NPO Radio 2 Top 2000 | '99 | '00  | '01  | '02-'03 | '04  | '05  |
| ------------------------------------------------ | --- | ---- | ---- | ------- | ---- | ---- |
| Rhapsody in Blue                                 | 599 | 1042 | 1667 | -       | 1997 | 1868 |

1. ↑  Een '-' betekent dat het nummer niet was genoteerd en een vetgedrukt getal geeft de hoogste notering aan.
2. ↑  Deze tabel is bijgewerkt tot en met de laatste editie (2024).